# Gaétan Turcotte
Gaétan Turcotte (* 10. Dezember 1954 in Québec; † 20. März 2022 ebenda) war ein kanadischer Wasserballspieler.

## Leben
Gaétan Turcotte nahm er mit der kanadischen Nationalmannschaft an den Olympischen Spielen 1976 in Montreal teil. Die Mannschaft erreichte mit dem neunten Platz ihr bisher bestes Ergebnis bei Olympischen Spielen. Bei den Panamerikanischen Spielen 1979 gewann Turcotte mit dem kanadischen Team die Bronzemedaille und somit die erste internationale Medaille der Nationalmannschaft Kanadas.
Nach der Karriere folgten Trainerengagements in Kanada und Australien. Danach wurde Turcotte Schiedsrichter und leitete unter anderem das Finale der Olympischen Sommerspiele 2008.
Am 20. März 2022 starb Gaétan Turcotte im Alter von 67 Jahren in seiner Heimatstadt.